# Daucus mirabilis
Daucus mirabilis es un especie de planta herbácea perteneciente a la familia Apiaceae. Es originaria del Norte de África (concretamente de Libia).

## Taxonomía
La especie fue descrita iniciamente como Pachyctenium mirabile por René Charles Maire y Renato Pampanini y publicada en Archivio Botánico 12: 176, en 1936, actualmente es tanto un sinónimo como el basónimo de esta; y ulteriormente, sería transferida al género Daucus por Jean-Pierre Reduron, Łukasz Banasiak y Krzysztof Spalik en Taxon 65(3): 578, en 2016.

#### Etimología
Véase: Daucus
mirabilis: epíteto latino que significa "maravilloso, extraordinario".